# Gavdopoula
Gavdopoúla (Grieks: Γαυδοπούλα, Gavdos' dochtertje) is een onbewoond eiland nabij het eiland Gavdos in de Libische Zee, voor de zuidkust van het Griekse eiland Kreta.

## Beschrijving
Gavdopoúla ligt ongeveer 5 km ten noordwesten van het bewoonde eiland Gavdos en zo'n 33 km ten zuiden van Kreta. Het eiland is ca. 3,5 km lang en maximaal 1 km breed. Het hoogste punt van Gavdopoúla, dat 2,62 km² groot is, ligt op 113 m boven de zeespiegel. Geologisch gezien bestaat het eiland uit kalksteen uit het Late Krijt. In de Jonge Steentijd was Gavdopoúla bewoond. Het is met Gavdos en Chrisi een van de drie zuidelijkste eilanden van Europa.

## Natuur
Door de ligging van Gavdopoúla tussen Afrika en Europa komen er enkele zeldzame planten- en dierensoorten voor. Gavdopoula en Gavdos samen zijn door de Griekse regering aangewezen als natuurgebied in het kader van Natura 2000.

#### Flora
De vegetatie op Gavdopoúla bestaat vooral uit garrigue, met hier en daar wat groepjes Pistacia. Tot de plantensoorten die op het eiland voorkomen behoren onder andere Rostraria obtusiflora (een grassoort), Atriplex mollis (een soort melde), Chlamydophora tridentata (een composiet) en Frankenia corymbosa (een plant uit de Caryophyllales-orde).

#### Fauna
Gavdopoúla wordt internationaal beschouwd als een belangrijk vogelgebied. In de wateren rondom het eiland komen enkele bijzondere diersoorten voor, waaronder de ernstig bedreigde Mediterrane monniksrob. Ook de Onechte karetschildpad en de Kaspische beekschildpad kunnen er worden waargenomen. Verder worden er regelmatig dolfijnen en potvissen gezien.

## Containerhaven
In 1998 gingen geruchten dat Gavdopoúla zou worden "verbouwd" tot een kolossale overslaghaven voor containers. Kretenzische natuurbeschermers slaagden erin de plannen in handen te krijgen. De bedoeling bleek te zijn, dat het eiland integraal tot een hoogte van vijf meter zou worden geëgaliseerd, waarna het geheel met beton zou worden overdekt. Met de afgegraven aarde en stenen zouden in de meer dan vijftig meter diepe zee bij het eiland dammen worden aangelegd. In de zo ontstane haven zouden schepen worden gerepareerd en mogelijk ook gebouwd. Hevige protesten, zowel in Griekenland als in het buitenland (met name in Duitsland), leidden ertoe dat de plannen in maart 1999 werden afgeblazen.